# Ottavio Bianchi
Ottavio Bianchi (Brescia, 6 ottobre 1943) è un ex calciatore e allenatore di calcio italiano, di ruolo centrocampista.

## Carriera

### Giocatore

Bianchi all'Atalanta nei primi anni '70

Crebbe calcisticamente nelle giovanili del Brescia, con cui esordì in Serie A nel 1965; l'anno dopo fu ingaggiato dal Napoli, club con il quale disputò cinque campionati consecutivi, per poi vestire le maglie di Atalanta, Milan e Cagliari.
Chiuse la carriera da giocatore alla SPAL, in Serie B, nel 1977: in quella stagione ricoprì il doppio ruolo di allenatore-giocatore, affiancato da Ottavio Bugatti, dopo gli esoneri di Guido Capello e Giovanni Ballico, venendo a sua volta sostituito da Luis Suárez.
Vanta anche due presenze in Nazionale, con la cui maglia ha debuttato il 1º novembre 1966, nell'amichevole vinta per 1-0 contro l'Unione Sovietica a Milano. Ha inoltre collezionato una presenza in Nazionale B, nel marzo del 1966.

### Allenatore
Intrapresa la carriera di allenatore, sedette sulle panchine di Siena, Mantova, Triestina e Atalanta, con la quale vinse il campionato di Serie C1 1981-1982.
Nel corso del campionato 1983-1984 approdò in Serie A all'Avellino; quindi allenò il Como e nel 1985 giunse al Napoli, dove vinse il primo scudetto della storia partenopea nel campionato 1986-1987, conquistando nella stessa stagione anche la Coppa Italia. Nella stagione successiva il Napoli rimane capolista fino alla ventisettesima giornata, perdendo inaspettatamente quattro delle ultime cinque partite e consegnando lo scudetto al Milan. Al termine della stagione Bianchi fu riconfermato, nonostante i rapporti non idilliaci con la squadra, e furono epurati i cosiddetti "ribelli di maggio" (Garella, Giordano, Ferrario e Bagni). Nella stagione successiva Bianchi raggiunse la finale di Coppa Italia (persa contro la Sampdoria) e vinse la Coppa UEFA. Dopo la vittoria chiese al presidente Ferlaino la rescissione del contratto per poter allenare la Roma; tuttavia Ferlaino gliela negò e Bianchi rimase per un anno fermo, ancora sotto contratto con il Napoli.
Nel 1990 passò alla Roma, con la quale vinse nel 1991 la Coppa Italia, raggiungendo nello stesso anno anche la doppia finale di Coppa UEFA persa contro l'Inter.
Terminata l'avventura capitolina alla fine del campionato 1991-1992, nel novembre 1992 tornò sulla panchina del Napoli, dopo l'esonero di Claudio Ranieri, riuscendo a sfiorare la qualificazione UEFA con una squadra presa in zona retrocessione. Nella stagione 1993-1994 assunse in seno allo stesso club azzurro l’incarico di direttore tecnico, lasciando la panchina a Marcello Lippi: l'esperienza durò un anno, fino a quando (estate 1994) l'Inter gli offrì la panchina e lui accettò.
All'ombra della Madonnina disputò il primo campionato dell'era-Moratti, vincendo il derby contro il Milan per 3-1. L'anno successivo la sconfitta contro il Napoli per 2-1 convinse Moratti a sollevarlo dall'incarico dopo sole 4 giornate di campionato.
Il 6 marzo 2001 venne nominato responsabile dell’area tecnica della Fiorentina. A gennaio venne chiamato a sedere sulla panchina viola. Il 5 aprile 2002 passò ad assumere la carica di presidente, succedendo al dimissionario Ugo Poggi, fino al termine del campionato; nell'agosto del 2002 il club viola andò incontro al fallimento.

## Statistiche

### Cronologia presenze e reti in nazionale
| Cronologia completa delle presenze e delle reti in nazionale ― Italia | Cronologia completa delle presenze e delle reti in nazionale ― Italia | Cronologia completa delle presenze e delle reti in nazionale ― Italia | Cronologia completa delle presenze e delle reti in nazionale ― Italia | Cronologia completa delle presenze e delle reti in nazionale ― Italia | Cronologia completa delle presenze e delle reti in nazionale ― Italia | Cronologia completa delle presenze e delle reti in nazionale ― Italia | Cronologia completa delle presenze e delle reti in nazionale ― Italia |
| Data                                                                  | Città                                                                 | In casa                                                               | Risultato                                                             | Ospiti                                                                | Competizione                                                          | Reti                                                                  | Note                                                                  |
| --------------------------------------------------------------------- | --------------------------------------------------------------------- | --------------------------------------------------------------------- | --------------------------------------------------------------------- | --------------------------------------------------------------------- | --------------------------------------------------------------------- | --------------------------------------------------------------------- | --------------------------------------------------------------------- |
| 1-11-1966                                                             | Milano                                                                | Italia                                                                | 1 – 0                                                                 | Unione Sovietica                                                      | Amichevole                                                            | -                                                                     | 76’                                                                   |
| 26-11-1966                                                            | Napoli                                                                | Italia                                                                | 3 – 1                                                                 | Romania                                                               | Qual. Euro 1968                                                       | -                                                                     |                                                                       |
| Totale                                                                |                                                                       | Presenze                                                              | 2                                                                     |                                                                       | Reti                                                                  | 0                                                                     |                                                                       |

### Statistiche da allenatore
In grassetto le competizioni vinte.
| Stagione        | Squadra         | Campionato      | Campionato | Campionato | Campionato | Campionato | Coppe nazionali | Coppe nazionali | Coppe nazionali | Coppe nazionali | Coppe nazionali | Coppe continentali | Coppe continentali | Coppe continentali | Coppe continentali | Coppe continentali | Altre coppe | Altre coppe | Altre coppe | Altre coppe | Altre coppe | Totale | Totale | Totale | Totale | % Vittorie | Piazzamento |
| Stagione        | Squadra         | Comp            | G          | V          | N          | P          | Comp            | G               | V               | N               | P               | Comp               | G                  | V                  | N                  | P                  | Comp        | G           | V           | N           | P           | G      | V      | N      | P      | %          | Piazzamento |
| --------------- | --------------- | --------------- | ---------- | ---------- | ---------- | ---------- | --------------- | --------------- | --------------- | --------------- | --------------- | ------------------ | ------------------ | ------------------ | ------------------ | ------------------ | ----------- | ----------- | ----------- | ----------- | ----------- | ------ | ------ | ------ | ------ | ---------- | ----------- |
| dic. 1978-1979  | Siena           | C2              | ?          | ?          | ?          | ?          | CI-S            | ?               | ?               | ?               | ?               | -                  | -                  | -                  | -                  | -                  | -           | -           | -           | -           | -           | 0      | 0      | 0      | 0      | —          | Sub. 11°    |
| dic. 1979-1980  | Mantova         | C1              | 23         | 6          | 14         | 3          | CI-S            | 0               | 0               | 0               | 0               | -                  | -                  | -                  | -                  | -                  | CAI         | 4           | 1           | 1           | 2           | 27     | 7      | 15     | 5      | 25,93      | Sub. 12°    |
| 1980-1981       | Triestina       | C1              | 34         | 16         | 11         | 7          | CI-S            | ?               | ?               | ?               | ?               | -                  | -                  | -                  | -                  | -                  | -           | -           | -           | -           | -           | 34     | 16     | 11     | 7      | 47,06      | 4°          |
| 1981-1982       | Atalanta        | C1              | 34         | 17         | 15         | 2          | CI-C            | 8               | 4               | 3               | 1               | -                  | -                  | -                  | -                  | -                  | -           | -           | -           | -           | -           | 42     | 21     | 18     | 3      | 50,00      | 1° (prom.)  |
| 1982-1983       | Atalanta        | B               | 38         | 10         | 17         | 11         | CI              | 5               | 0               | 4               | 1               | -                  | -                  | -                  | -                  | -                  | -           | -           | -           | -           | -           | 43     | 10     | 21     | 12     | 23,26      | 8°          |
| Totale Atalanta | Totale Atalanta | Totale Atalanta | 72         | 27         | 32         | 13         |                 | 13              | 4               | 7               | 2               |                    | -                  | -                  | -                  | -                  |             | -           | -           | -           | -           | 85     | 31     | 39     | 15     | 36,47      |             |
| nov. 1983-1984  | Avellino        | A               | 21         | 6          | 6          | 9          | CI              | 2               | 1               | 0               | 1               | -                  | -                  | -                  | -                  | -                  | -           | -           | -           | -           | -           | 23     | 7      | 6      | 10     | 30,43      | Sub. 12°    |
| 1984-1985       | Como            | A               | 30         | 6          | 13         | 11         | CI              | 5               | 2               | 1               | 2               | -                  | -                  | -                  | -                  | -                  | -           | -           | -           | -           | -           | 35     | 8      | 14     | 13     | 22,86      | 11°         |
| 1985-1986       | Napoli          | A               | 30         | 14         | 11         | 5          | CI              | 5               | 2               | 2               | 1               | -                  | -                  | -                  | -                  | -                  | TE          | 3           | 0           | 1           | 2           | 38     | 16     | 14     | 8      | 42,11      | 3°          |
| 1986-1987       | Napoli          | A               | 30         | 15         | 12         | 3          | CI              | 13              | 13              | 0               | 0               | CU                 | 2                  | 1                  | 0                  | 1                  | -           | -           | -           | -           | -           | 45     | 29     | 12     | 4      | 64,44      | 1°          |
| 1987-1988       | Napoli          | A               | 30         | 18         | 6          | 6          | CI              | 9               | 6               | 1               | 2               | CC                 | 2                  | 0                  | 1                  | 1                  | -           | -           | -           | -           | -           | 41     | 24     | 8      | 9      | 58,54      | 2°          |
| 1988-1989       | Napoli          | A               | 34         | 18         | 11         | 5          | CI              | 14              | 10              | 1               | 3               | CU                 | 12                 | 6                  | 5                  | 1                  | -           | -           | -           | -           | -           | 60     | 34     | 17     | 9      | 56,67      | 2°          |
| 1990-1991       | Roma            | A               | 34         | 11         | 14         | 9          | CI              | 10              | 6               | 4               | 0               | CU                 | 12                 | 9                  | 2                  | 1                  | -           | -           | -           | -           | -           | 56     | 26     | 20     | 10     | 46,43      | 9°          |
| 1991-1992       | Roma            | A               | 34         | 13         | 14         | 7          | CI              | 6               | 3               | 1               | 2               | CdC                | 6                  | 2                  | 2                  | 2                  | SI          | 1           | 0           | 0           | 1           | 47     | 18     | 17     | 12     | 38,30      | 5°          |
| Totale Roma     | Totale Roma     | Totale Roma     | 68         | 24         | 28         | 16         |                 | 16              | 9               | 5               | 2               |                    | 18                 | 11                 | 4                  | 3                  |             | 1           | 0           | 0           | 1           | 103    | 44     | 37     | 22     | 42,72      |             |
| nov. 1992-1993  | Napoli          | A               | 25         | 8          | 10         | 7          | CI              | 2               | 0               | 1               | 1               | CU                 | -                  | -                  | -                  | -                  | -           | -           | -           | -           | -           | 27     | 8      | 11     | 8      | 29,63      | Sub. 11°    |
| Totale Napoli   | Totale Napoli   | Totale Napoli   | 149        | 73         | 50         | 26         |                 | 43              | 31              | 5               | 7               |                    | 16                 | 7                  | 6                  | 3                  |             | 3           | 0           | 1           | 2           | 211    | 111    | 62     | 38     | 52,61      |             |
| 1994-1995       | Inter           | A               | 34         | 14         | 10         | 10         | CI              | 6               | 4               | 0               | 2               | CU                 | 2                  | 1                  | 0                  | 1                  | -           | -           | -           | -           | -           | 42     | 19     | 10     | 13     | 45,24      | 6°          |
| ago.-set. 1995  | Inter           | A               | 4          | 1          | 1          | 2          | CI              | 1               | 1               | 0               | 0               | CU                 | 1                  | 0                  | 1                  | 0                  | -           | -           | -           | -           | -           | 6      | 2      | 2      | 2      | 33,33      | Eson.       |
| Totale Inter    | Totale Inter    | Totale Inter    | 38         | 15         | 11         | 12         |                 | 7               | 5               | 0               | 2               |                    | 3                  | 1                  | 1                  | 1                  |             | -           | -           | -           | -           | 48     | 21     | 12     | 15     | 43,75      |             |
| gen.-mar. 2002  | Fiorentina      | A               | 11         | 1          | 5          | 5          | CI              | -               | -               | -               | -               | CU                 | -                  | -                  | -                  | -                  | SI          | -           | -           | -           | -           | 11     | 1      | 5      | 5      | &9,09      | Sub., Eson. |
| Totale carriera | Totale carriera | Totale carriera | 446+       | 174+       | 170+       | 102+       |                 | 86+             | 52+             | 18+             | 16+             |                    | 37                 | 19                 | 11                 | 7                  |             | 8           | 1           | 2           | 5           | 577    | 246    | 201    | 130    | 42,63      |             |

## Palmarès

### Giocatore
- Serie B: 1

Brescia: 1964-1965

### Allenatore

#### Club

##### Competizioni nazionali
- Campionato italiano: 1

Napoli: 1986-1987
- Coppa Italia: 2

Napoli: 1986-1987
Roma: 1990-1991

##### Competizioni internazionali
- Coppa UEFA: 1

Napoli: 1988-1989

#### Individuale
- Seminatore d'oro: 1

1986-1987

## Vita privata
Nel 2020 è uscita la sua autobiografia "Sopra il vulcano", scritta insieme alla figlia Camilla Bianchi.